# نيك بيترسون
نيك بيترسون (بالإنجليزية: Nick Peterson)‏ هو مجدف أمريكي، ولد في 23 فبراير 1973 في الإسكندرية في الولايات المتحدة.

## وصلات خارجية
- نيك بيترسون على موقع الاتحاد الدولي للتجديف (الإنجليزية)
- نيك بيترسون على موقع أوليمبيديا (الإنجليزية)